# Michael Gerdts
Michael H. Gerdts (ur. 18 sierpnia 1947 w Bochum, zm. 18 września 2023 w Berlinie) – niemiecki dyplomata, ambasador Republiki Federalnej Niemiec w Warszawie w latach 2007–2010.
Studiował na Wydziale Nauk Ekonomicznych i Społecznych na Uniwersytecie w Kolonii oraz na uniwersytecie Uniwersytecie Stanu Pensylwania w Pensylwanii, w Stanach Zjednoczonych.
Od 1980 roku był pracownikiem Federalnego Ministerstwa Spraw Zagranicznych. W latach 1982–1986 był członkiem niemieckiej delegacji na Konferencji ONZ ds. Rozbrojenia w Genewie i Nowym Jorku. Od 1986 do 1988 roku był członkiem zespołu ds. planowania w Federalnym Ministerstwie Spraw Zagranicznych. Był osobistym referentem i zastępca dyrektora gabinetu ministrów spraw zagranicznych Hans-Dietricha Genschera i Klausa Kinkela w latach 1988–1993. W latach 1993–1995 pracował jako rzecznik prasowy Federalnego Ministerstwa Spraw Zagranicznych.
Był dyrektorem ministerialnym i zastępcą dyrektora Departamentu do Spraw Globalnych, ONZ, Praw Człowieka i Pomocy Humanitarnej w latach 1999–2002. W 2002 roku został generalnym dyrektorem ministerialnym i dyrektorem Departamentu Komunikacji w Federalnym Ministerstwie Spraw Zagranicznych.
Trzykrotnie pełnił funkcję ambasadora RFN: 1995–1999 w Kenii, od lipca 2004 do sierpnia 2007 roku we Włoszech i San Marino, od sierpnia 2007 do lipca 2010 roku pełnił funkcję ambasadora Niemiec w Polsce. Następnie ponownie do 2012 roku był ambasadorem we Włoszech, po czym przeszedł na emeryturę.
Michael Gerdts jest żonaty i ma dwójkę dzieci.